# Campionato italiano a squadre di calcio da tavolo 1988-1989

## Prima Fase

### Girone A
- S.C. Genova - S.C. Verona 5-1
- S.C. Bossico Milano - S.C. Verona 8-1
- T.S.C. '69ers Borgo Vercelli - S.C. Bossico Milano 4-4
- S.C. Genova - T.S.C. '69ers Borgo Vercelli 9-0
- S.C. Bossico Milano - S.C. Genova 4-2
- T.S.C. '69ers Borgo Vercelli - S.C. Genova 0-9
- S.C. Genova - S.C. Bossico Milano 3-1
- T.S.C. '69ers Borgo Vercelli - S.C. Verona 3-6
- S.C. Bossico Milano - T.S.C. '69ers Borgo Vercelli 5-4
- S.C. Genova - S.C. Bossico Milano 5-2

### Girone B
- S.C. Re Artù Faenza - S.C. Granducato Toscana 0-9
- T.S.C. Stella Artois Milano - S.C. Granducato Toscana 5-3
- S.C. Re Artù Faenza - T.S.C. Stella Artois Milano n.d.
- S.C. Granducato Toscana - S.C. Re Artù Faenza 5-4
- S.C. Granducato Toscana - T.S.C. Stella Artois Milano 5-3
- T.S.C. Stella Artois Milano - S.C. Re Artù Faenza n.d.

### Girone C
- S.C. Bari '88 - S.C. Lambertenghi Roma 5-4
- S.C. Nola '74 - S.C. Le Gravine 9-0
- S.C. Bari '88 - S.C. Nola '74 5-3
- S.C. Le Gravine - S.C. Nola '74 0-9
- S.C. Bari '88 - S.C. Le Gravine 7-1
- S.C. Lambertenghi Roma - S.C. Nola '74 0-5
- S.C. Nola '74 - S.C. Bari '88 5-3
- S.C. Lambertenghi Roma - S.C. Bari '88 3-6
- S.C. Nola '74 - S.C. Lambertenghi Roma 7-0
- S.C. Le Gravine - S.C. Bari '88 1-8
- S.C. Le Gravine - S.C. Lambertenghi Roma 2-6
- Spareggio:
  - S.C. Nola '74 - S.C. Bari '88 4-2

### Girone D
- S.C. Juventus Diamante - S.C. Mars Palermo 6-3
- S.C. Juventus Diamante - S.C. Master Cosenza 5-4
- S.C. Salernitana - S.C. Mars Palermo 4-3
- S.C. Salernitana - S.C. Juventus Diamante 4-1
- S.C. Salernitana - S.C. Master Cosenza	 5-1
- S.C. Master Cosenza - S.C. Salernitana 3-5
- S.C. Master Cosenza - S.C. Juventus Diamante 5-2
- S.C. Juventus Diamante - S.C. Salernitana 3-5

## Final-Four - Genova

### S.C. Genova - S.C. Granducato Toscana 6-2
| Davide Massino | Alessandro Benedetti | 3-2 |
| Paolo Zappino  | Jacopo Festoso       | 7-2 |
| Fabio Malvaso  | Gianluca Grementieri | 0-2 |
| Davide Massino | Gianluca Grementieri | 7-2 |
| Paolo Zappino  | Alessandro Benedetti | 1-3 |
| Fabio Malvaso  | Jacopo Festoso       | 5-1 |
| Davide Massino | Jacopo Festoso       | 4-4 |
| Paolo Zappino  | Gianluca Grementieri | 6-0 |
| Fabio Malvaso  | Alessandro Benedetti | 4-3 |

### S.C. Salernitana - S.C. Nola ‘74 4-3
| Giovanni Gagliardi | Antonio Montuori | 2-3 |
| Pasquale De Vivo   | Fernando Amato   | 2-2 |
| Marco Gagliardi    | Luigi Amato      | 1-1 |
| Giovanni Gagliardi | Fernando Amato   | 4-3 |
| Pasquale De Vivo   | Luigi Amato      | 2-3 |
| Marco Gagliardi    | Antonio Montuori | 1-1 |
| Giovanni Gagliardi | Luigi Amato      | 6-1 |
| Pasquale De Vivo   | Antonio Montuori | 1-2 |
| Marco Gagliardi    | Fernando Amato   | 3-2 |

### S.C. Genova - S.C. Nola ‘74 9-0
| Davide Massino | Antonio Montuori | 9-0   |
| Paolo Zappino  | Fernando Amato   | 2-0   |
| Fabio Malvaso  | Luigi Amato      | 2-0   |
| Davide Massino | Luigi Amato      | 8-0   |
| Paolo Zappino  | Antonio Montuori | 3-2   |
| Fabio Malvaso  | Fernando Amato   | 4-0   |
| Davide Massino | Fernando Amato   | 3-0ff |
| Paolo Zappino  | Luigi Amato      | 3-0ff |
| Fabio Malvaso  | Antonio Montuori | 3-0ff |

### S.C. Granducato Toscana - S.C. Salernitana 4-2
| Alessandro Benedetti | Pasquale De Vivo   | 8-3 |
| Emanuele Cattani     | Giovanni Gagliardi | 1-0 |
| Giuseppe Rosini      | Marco Gagliardi    | 0-1 |
| Gianluca Grementieri | Pasquale De Vivo   | 1-2 |
| Emanuele Cattani     | Marco Gagliardi    | 1-1 |
| Alessandro Benedetti | Giovanni Gagliardi | 6-3 |
| Jacopo Festoso       | Pasquale De Vivo   | 1-1 |
| Gianluca Grementieri | Giovanni Gagliardi | 2-2 |
| Alessandro Benedetti | Marco Gagliardi    | 4-2 |

### S.C. Genova - S.C. Salernitana 8-0
| Davide Massino | Giovanni Gagliardi | 8-3   |
| Paolo Zappino  | Pasquale De Vivo   | 7-3   |
| Fabio Malvaso  | Marco Gagliardi    | 2-0   |
| Davide Massino | Marco Gagliardi    | 10-2  |
| Paolo Musso    | Giovanni Gagliardi | 4-4   |
| Fabio Malvaso  | Pasquale De Vivo   | 3-1   |
| Davide Massino | Pasquale De Vivo   | 3-0ff |
| Paolo Zappino  | Marco Gagliardi    | 3-0ff |
| Fabio Malvaso  | Giovanni Gagliardi | 3-0ff |

## Classifica finale
|  |    | Classifica finale 1990/91 | Pt | G | V | N | P | PV | PP |
|  | -- | ------------------------- | -- | - | - | - | - | -- | -- |
|  | 1. | S.C. Genova               | 6  | 3 | 3 | - | - | 23 | 2  |
|  | 2. | S.C. Granducato Toscana   | 4  | 3 | 2 | - | 1 | 15 | 8  |
|  | 3. | S.C. Salernitana          | 2  | 3 | 1 | - | 2 | 6  | 15 |
|  | 4. | S.C. Nola '74             | 0  | 3 | - | - | 3 | 3  | 22 |